# Орто-Сала (приток Селигдара)
Орто-Сала, Орто-Салаа — река в Алданском районе Якутии, правый приток Селигдара. Устье находится в 52 км по правому берегу от устья Селигдара. Длина реки — 47 км.

## Населённые пункты
На Орто-Сале расположено 3 населённых пункта:
- Алдан;
- Орочён 1-й;
- Орочён 2-й.

## Данные водного реестра
По данным государственного водного реестра России Орто-Сала относится к Ленскому бассейновому округу, речной бассейн — Лена, речной подбассейн — Алдан, водохозяйственный участок — Алдан от истока до в/п г.Томмот. Код объекта в государственном водном реестре — 18030600112117300002923.